# Soul express
Soul express è un singolo del cantautore italiano Enzo Avitabile, pubblicato nel 1986 come estratto dal quarto album in studio S.O.S. Brothers.